# Skrwilno (gmina)
Skrwilno – gmina wiejska w Polsce położona w województwie kujawsko-pomorskim, w powiecie rypińskim. W latach 1975–1998 gmina administracyjnie należała do województwa włocławskiego.
Siedzibą gminy jest Skrwilno.
Według danych z 31 grudnia 2013 gminę zamieszkiwało 6096 osób. Natomiast według danych z 31 grudnia 2019 roku gminę zamieszkiwało 5845 osób.

## Historia
Gmina Skrwilno powstała w 1867 roku w powiecie rypińskim w guberni płockiej. W okresie międzywojennym gmina Skrwilno należała do powiatu rypińskiego w woj. warszawskim. Siedzibą gminy było Szczutowo. W 1933 roku gminę podzielono na 16 gromad. 1 kwietnia 1938 roku gminę Skrwilno wraz z całym powiatem rypińskim przeniesiono do woj. pomorskiego.
Podczas II wojny światowej gminę włączono do nowej Rzeszy i nazwano Reselerwalde.
Po wojnie, dekretem PKWN z 21 sierpnia 1944 o trybie powołania władz administracji ogólnej I-ej i II-ej instancji, uchylono wszelki zmiany w podziale administracyjnym państwa wprowadzone przez okupanta (Art. 11). Gmina Skrwilno weszła w skład terytorialnie zmienionego woj. pomorskiego, przemianowanego 6 lipca 1950 na woj. bydgoskie. Według stanu z 1 lipca 1952 roku gmina Skrwilno składała się z 16 gromad. Gmina została zniesiona 29 września 1954 roku wraz z reformą wprowadzającą gromady w miejsce gmin.
Gminę Skrwilno reaktywowano ponownie 1 stycznia 1973 (w powiecie rypińskim), w związku z kolejną reformą administracyjną.

## Struktura powierzchni
Według danych z roku 2002 gmina Skrwilno ma obszar 124,35 km², w tym:
- użytki rolne: 66%
- użytki leśne: 25%

Gmina stanowi 21,18% powierzchni powiatu.

## Ochrona przyrody
Na terenie gminy znajduje się rezerwat przyrody Okalewo chroniący las z przewagą świerka na jego krańcowym zasięgu.

## Demografia

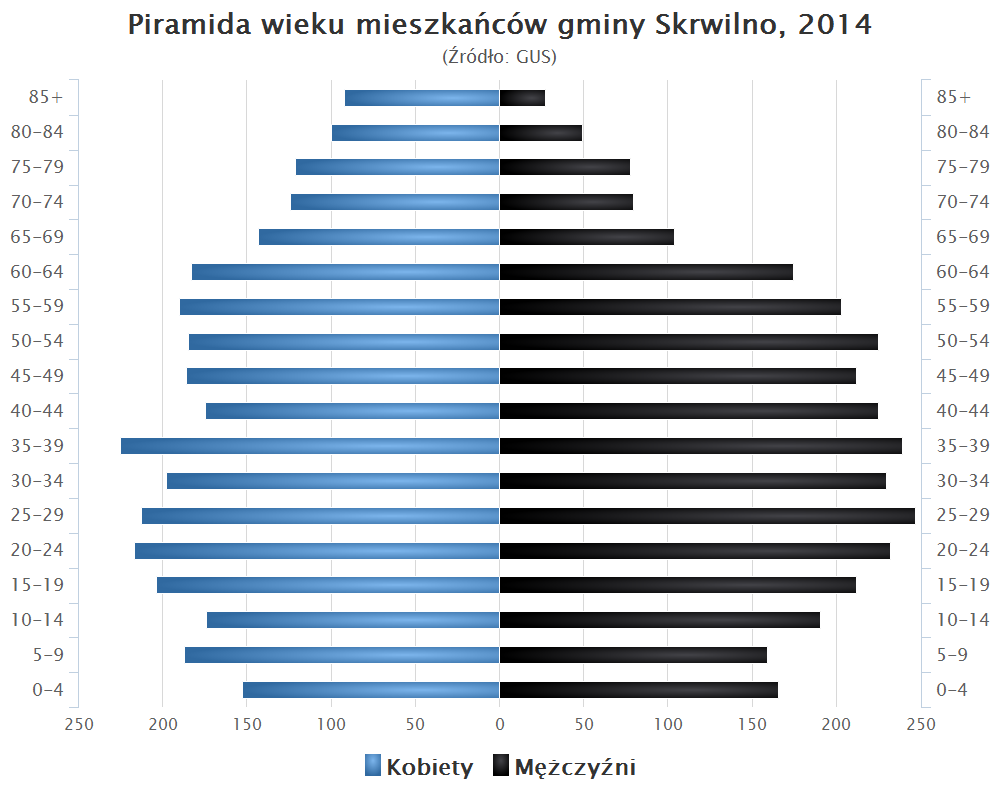
Piramida wieku mieszkańców gminy Skrwilno w 2014 roku

Dane z 31 grudnia 2013:
| Opis                              | Ogółem | Ogółem | Kobiety | Kobiety | Mężczyźni | Mężczyźni |
| --------------------------------- | ------ | ------ | ------- | ------- | --------- | --------- |
| Jednostka                         | osób   | %      | osób    | %       | osób      | %         |
| Populacja                         | 6096   | 100    | 3070    | 50,4    | 3026      | 49,6      |
| Gęstość zaludnienia [mieszk./km²] | 49     | 49     | 24,7    | 24,7    | 24,3      | 24,3      |

## Zabytki

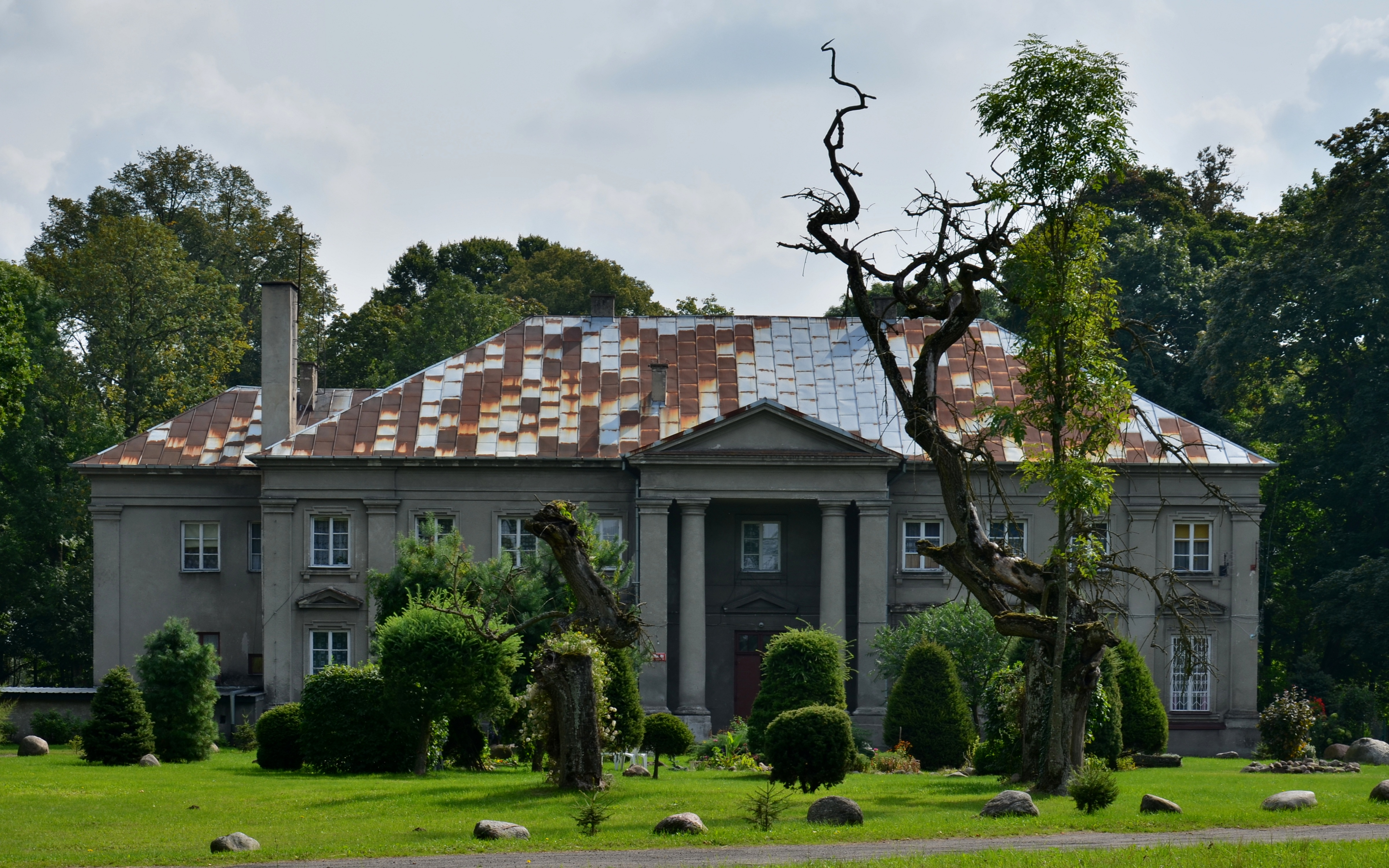
Pałac w Okalewie

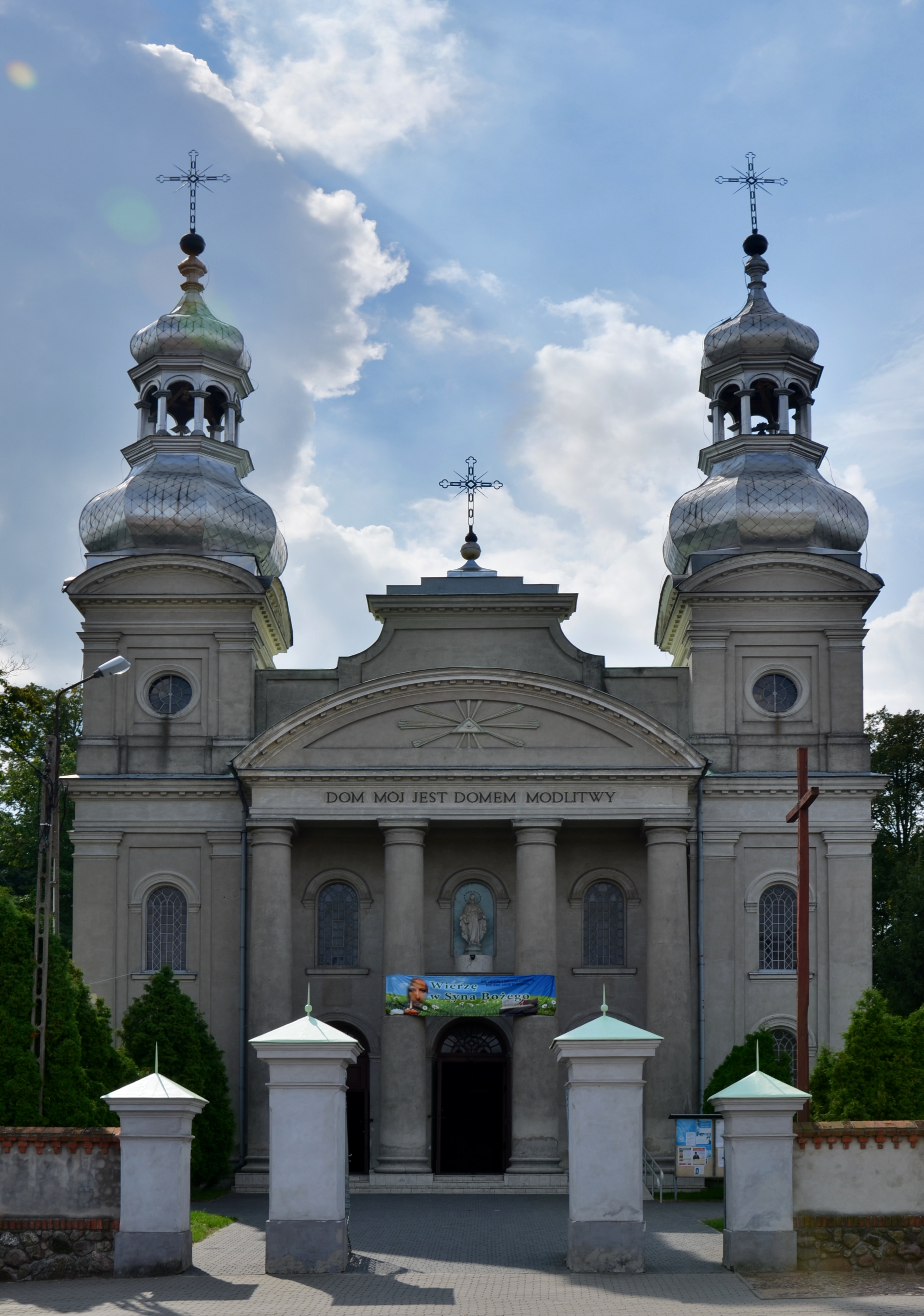
Kościół Wniebowzięcia NMP i Wszystkich Świętych w Skrwilnie

Wykaz zarejestrowanych zabytków nieruchomych na terenie gminy:
- zespół pałacowy w Okalewie, obejmujący: pałac z przełomu XVIII/XIX w.; park z początku XIX w., nr 13/A z 17.02.1981 roku
- zespół kościelny parafii pod wezwaniem św. Anny w Skrwilnie, obejmujący: kościół z 1852 roku; dzwonnicę (kaplicę); ogrodzenie z bramą, nr A/426/1-3 z 08.03.1988 roku
- park dworski z drugiej połowy XIX w. w Skrwilnie, nr 294/A z 24.11.1992 roku.

## Sołectwa
Budziska, Czarnia Duża, Czarnia Mała, Kotowy, Mościska, Okalewo, Otocznia, Przywitowo, Rak, Ruda, Skrwilno, Skudzawy, Szczawno, Szucie, Szustek, Urszulewo, Wólka, Zambrzyca, Zofiewo.

## Miejscowości niesołeckie
Baba, Baranie Góry, Borki, Czerwonka, Gumowszczyzna, Karczemka, Klepczarnia, Modlin, Niemcowizna Okalewska, Niemcowizna Szustkowska, Nowe Skudzawy, Nowy Młyn, Szucie Okalewskie, Toki, Warszawka, Warszawka-Kolonia.

## Sąsiednie gminy
Lubowidz, Lutocin, Rogowo, Rościszewo, Rypin, Szczutowo, Świedziebnia